# ジョシュ・オム
ジョシュア・ホーミ（Josh Homme, 1973年5月17日 - ）は、アメリカ合衆国のミュージシャン。ストナーロックバンドカイアス、クイーンズ・オブ・ザ・ストーン・エイジ、イーグルス・オブ・デス・メタル、ゼム・クルックド・ヴァルチャーズのメンバー。

## 来歴
アメリカ合衆国カリフォルニア州で生まれ育ち、9歳でギターを始める。
1988年、15歳の時に学校の友人とバンドを結成し、ジョシュア・ホーミはリード・ギターを担当する。後にカイアスとして知られるこのバンドは商業的には成功しなかったものの、ストーナーロックの確立に大きく寄与した。
1995年にカイアスが解散した後は、新たにクイーンズ・オブ・ザ・ストーン・エイジを結成。ギターに加えてボーカルも担当している。
2008年には、イギリスの人気バンドアークティック・モンキーズとフェスティバルで共演し、アークティック・モンキーズのメンバーが衝撃を受けたとインタビューで語った。その縁もあり、2009年のアークティック・モンキーズのアルバム『ハムバグ』ではプロデューサーを務めた。
2009年には、フー・ファイターズのデイブ・グロール、レッド・ツェッペリンのジョン・ポール・ジョーンズと共にゼム・クルックド・ヴァルチャーズを結成。同年11月17日にファーストアルバムをリリースした。
エルヴィス・プレスリーを非常に尊敬している。
2013年にはアークティック・モンキーズのアルバム『AM』で再びバッキング・ボーカルを務めた。
2016年にはイギーポップのアルバム「ポスト・ポップ・ディプレッション」に参加。同アルバムのプロデュースも務め、ツアーにも参加した。
2018年に発売されたロックスター社のゲーム「レッド・デッド・リデンプション2」のサウンドトラックに参加。
ゲーム内のエンディングで挿入されるカントリー調の楽曲「Cruel World」でボーカルを務めている。また同曲はウィリー・ネルソンがボーカルのバージョンもある。